# Marcel Risse
Marcel Risse (ur. 17 grudnia 1989 w Kolonii) – niemiecki piłkarz występujący na pozycji pomocnika.

## Kariera klubowa
Risse treningi rozpoczął w TuS Höhenhaus. W 1997 roku przeszedł do juniorów Bayeru 04 Leverkusen, a w 2006 roku został włączony do jego rezerw, grających w Regionallidze Nord. W 2007 roku dołączył zaś do pierwszej drużyny Bayeru, występującej w Bundeslidze. Zadebiutował w niej 7 maja 2008 roku w przegranym 1:2 pojedynku z Herthą BSC.
W styczniu 2009 roku Risse został wypożyczony do drugoligowego zespołu 1. FC Nürnberg. W tym samym roku awansował z nim do Bundesligi. Graczem 1. FC Nürnberg był przez półtora roku. Sezon 2010/2011 spędził na wypożyczeniu z Bayeru do innego pierwszoligowca, FSV Mainz 05. Zadebiutował tam 18 września 2010 roku w wygranym 2:0 spotkaniu z Werderem Brema, w którym strzelił gola, który był jednocześnie jego pierwszym w Bundeslidze.
W połowie 2011 roku Risse podpisał trzyletni kontrakt z Mainz.

## Kariera reprezentacyjna
Risse jest byłym reprezentantem Niemiec U-19 oraz U-20. Wraz z kadrą U-19 w 2008 roku zdobył mistrzostwo Europy.